# 白鱼潭水库
白鱼潭水库是中国湖南省衡阳市境内的一座水库，位于湘江支流耒水上，建于1960年。水库正常库容为1000万立方米，集雨面积为11170平方千米，海拔为58米。